# 미텔아프리카

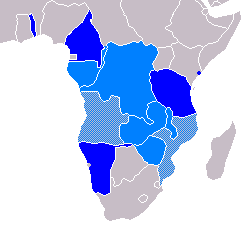
미틀아프리카의 개념도. 진한 파란색은 원래 독일 식민지였던 세 곳(탄자니아, 나미비아, 카메룬)이다.

미틀아프리카(독일어: Mittelafrika [ˈmɪtl̩ˌʔaːfʁika][*], 영어: Middle Africa→중간아프리카)는 중앙아프리카 및 동아프리카를 아우르는 지정학적 지역이다. 미틀오이로파가 그러하듯이, 미틀아프리카 역시 제1차 세계 대전 이전 독일 제국의 대외정책과 결부된 개념이다. 다만 미틀아프리카는 독일이 아프리카에 확보할 식민지 개념이고, 미틀오이로파는 러시아와의 사이에서 완충지대 역할을 할 괴뢰국들이었다는 것이 차이점이다.
독일은 아프리카에 독일령 동아프리카(오늘날의 탕가니카, 르완다, 부룬디), 독일령 서남아프리카(오늘날의 나미비아), 그리고 서북쪽의 카메룬, 이렇게 세모꼴로 식민지를 가지고 있었다. 독일의 식민지들을 꼭지점으로 삼는 삼각형 안은 다른 유럽 국가들의 식민지들이었다. 독일의 전략적 사고에서는, 이 삼각형 안을 모조리 독일 식민지로 가지게 되면 독일은 아프리카 대륙을 통해 대서양과 인도양을 모두 감제할 수 있게 되는 것이었다. 또한 콩고강 유역의 어마어마한 천연자원만 고려하더라도 독일의 또다른 장기적 계획인 자급자족에 기여하기에 충분했다.
미틀아프리카 개념은 1890년대까지 거슬러 올라간다. 당시 독일 국가수상 레오 폰 카프리비는 헬리골란트-잔지바르 조약에 따라 카프리비 회랑을 획득했다. 이후 독일과 영국의 제국주의자들은 오늘날의 짐바브웨, 잠비아, 말라위 지역을 놓고 경쟁했는데, 영국의 세실 로즈가 이 일대를 선점하는 데 성공하고 자기 이름을 붙여 로디지아라고 부르게 되었다. 독일은 영국에게 영국의 동맹국인 포르투갈을 앙골라와 모잠비크를 독일에게 할양하도록 압박해 달라고 했다. 하지만 영국은 충실한 부하 나라인 포르투갈을 배신할 명분도 없었고, 그랬다가 카이로-케이프 전신선이 끊어질 것을 우려하여 들어주지 않았다. 혹설에는 이것이 독일이 영국으로부터 천하패권을 강탈하기 위해 유럽 본토를 뒤집어엎기 전 독일과 타협할 수 있었던 마지막 기회라고도 한다. 이후 몇 년간 독일의 대외정책은 유럽에서의 세력확장을 꾀했기에 아프리카 문제는 뒷전으로 밀려나게 되었다.
제1차 세계 대전이 발발하면서 미틀아프리카 개념은 독일이 승전할 경우 유럽 국가들의 식민지, 특히 콩고를 식민지로 가지고 있는 벨기에를 처리할 방법으로 논의되었다. 독일이 1차 대전에서 승리했다면 미틀아프리카 계획도 현실화되었을 테지만 실제로는 그렇게 되지 못했다.

## 같이 보기
- 장미색 지도
- 아프리카 분할